# Acoustic Live!
Acoustic Live! – pierwszy album typu Extended Play amerykańskiego piosenkarza Adama Lamberta, wydany 6 grudnia 2010. Na albumie znajdują się 4 wykonania akustyczne utworów z debiutanckiej płyty Adama Lamberta For Your Entertainment z których dwa są wersjami studyjnymi (Music Again, Whataya Want from Me), a dwa kolejne zostały nagrane na żywo podczas trasy Glam Nation w 2010 roku (Aftermath, Soaked). Podczas owej trasy został nagrany cover piosenki Mad World, który również znalazł się na płycie.

## Spis utworów
| # | Tytuł                | Autorzy                                       | Długość |
| - | -------------------- | --------------------------------------------- | ------- |
| 1 | Whataya Want from Me | Alecia Moore, Max Martin, Shellback           | 3:56    |
| 2 | Music Again          | Justin Hawkins                                | 3:15    |
| 3 | Aftermath            | Adam Lambert, Alisan Porter, Ferras, Ely Rise | 4:21    |
| 4 | Soaked               | Matthew Bellamy                               | 4:10    |
| 5 | Mad World            | Roland Orzabal                                | 2:54    |

## Notowania
W pierwszym tygodniu sprzedaży album rozszedł się w 10,000 egzemplarzy debiutując na 126. miejscu Billboard 200.
| Lista (2010)       | Najwyższa pozycja |
| ------------------ | ----------------- |
| U.S. Billboard 200 | 126               |